# Буджановцы
Буджановцы (серб. Буђановци) — деревня в Сербии. Она находится в общине Рума, в Сремском округе автономного района Воеводина. В 2022 году население состовляло 1224 человека. 

## История
Деревня получила краткую всемирную известность, когда 250-я военная бригада ПВО вместе с силами ПВО СР Югославии сбила рядом с деревней натовский бомбардировщик F-117A во время бомбардировок НАТО Югославии в 1999 году.
Крушение бомбардировщика F-117 под Буджановцами (серб. Обарање F-117 код Буђановаца) — событие, произошедшее 27 марта 1999 года близ сербской деревни Буджановцы недалеко от города Рума (40 км к западу от Белграда) во время войны сил НАТО против Югославии (на третий день боевых действий). Американский ударный самолёт F-117A «Найтхок» (сер. номер 82-0806), которым управлял подполковник Дейл Зелко (по ошибке часто указывается имя капитана Кена Двили), был сбит ракетой 5В27Д, выпущенной ЗРК С-125 «Нева». 

## Население
- 1961: 2 392 человек
- 1971: 2 260 человек
- 1981: 1 991 человек
- 1991: 1 848 человек
- 2002: 1 757 человек
- 2011: 1 496 человек
- 2022: 1 224 человек